# NGC 3793
NGC 3793 – gwiazda znajdująca się w gwiazdozbiorze Wielkiej Niedźwiedzicy. Jej jasność obserwowana wynosi około 14m. Skatalogował ją Wilhelm Tempel 12 lutego 1882 roku, błędnie sądząc, że to obiekt typu mgławicowego.